# Епенверден
Епенверден (њем. Epenwöhrden) општина је у њемачкој савезној држави Шлезвиг-Холштајн. Једно је од 115 општинских средишта округа Дитмаршен. Према процјени из 2010. у општини је живјело 829 становника. Посједује регионалну шифру (AGS) 1051028.

## Географски и демографски подаци
Епенверден се налази у савезној држави Шлезвиг-Холштајн у округу Дитмаршен. Општина се налази на надморској висини од 0 метара. Површина општине износи 13,5 km². У самом мјесту је, према процјени из 2010. године, живјело 829 становника. Просјечна густина становништва износи 61 становника/km².